# Näverlapp
Näverlapp är ett enkelt utformat och mycket gammalt musikinstrument, som består av en tunn näverbit, ett par–tre centimeter i fyrkant. Lappen, som har rundad överkant, placeras mellan läppen och tänderna i nederkäken. När en tunn luftstråle passerar kan resultatet bli en stark och klar ton i samma tonläge som en klarinett fast med mindre omfång, cirka en och en halv oktav. När en näverlapp blir uppblött av saliv, vilket sker redan efter några minuter, så fungerar den sämre. Även klangen har vissa likheter med en klarinett.

## Inspelningar
Jan Lundström spelar näverlapp i några låtar på Låtar från Hedemora och Säterbygden Skivmärke: Wisa WISC 724  (MC)   Inspelningsår: 1990      